# Mistrzostwa Wspólnoty Narodów w Zapasach 2003
VIII Mistrzostwa wspólnoty narodów w zapasach w rozgrywane były w kanadyjskim mieście London, w dniach 5 - 6 czerwca 2003 roku, na terenie Western Fair Sports Complex.

## Tabela medalowa
Gospodarz zawodów został zaznaczony kolorem.
| Poz.    | Państwo |    |    |    | Łącznie |
| 1       | Indie   | 8  | 8  | 3  | 19      |
| 2       | Kanada  | 6  | 4  | 10 | 20      |
| 3       | Namibia | 0  | 1  | 0  | 1       |
| -       | Nepal   | 0  | 1  | 0  | 1       |
| Łącznie | Łącznie | 14 | 14 | 13 | 41      |

### Styl wolny
| Konkurencja         | Złoto                  | Srebro              | Brąz            |
| Kategoria do 55 kg  | Parues Dutt            | Kripa Shankar Patel | Jamie Macari    |
| Kategoria do 60 kg  | Sushil Kumar           | Krishan Kumar       | Cleopas Ncube   |
| Kategoria do 66 kg  | Shokindra Tomar        | Ramesh Kumar        | Ryan Weicker    |
| Kategoria do 74 kg  | Sujeet Maan            | Paul Harrison       | Sheldon Francis |
| Kategoria do 84 kg  | Anuj Kumar             | Aman Deep           | Adam Fera       |
| Kategoria do 96 kg  | Bharat Singh           | Nico Jacobs         | Michael Neufeld |
| Kategoria do 120 kg | Palwinder Singh Cheema | Colin Miller        | Matt Coffey     |

### Kobiety

#### Styl wolny
| Konkurencja        | Złoto             | Srebro               | Brąz           |
| Kategoria do 48 kg | Krista Wells      | Yadav Baj            | Shumel Khan    |
| Kategoria do 51 kg | Teresa Piotrowski | Sasha Smith          | Neha Rathi     |
| Kategoria do 55 kg | Andrea Ross       | Alka Tomar           | Terri McNutt   |
| Kategoria do 59 kg | Katie Patroch     | Manju Shekhavat      | Gurmeet Kaur   |
| Kategoria do 63 kg | Geetika Jakhar    | Tara Rose Hedican    | Amanda Gerhart |
| Kategoria do 67 kg | Megan Dolan       | Kiran Sihag          | Sam Johnson    |
| Kategoria do 72 kg | Pamela Wilson     | Gursharan Preet Kaur | ---            |